# Зла река
Зла река е бивше село в Ловешки окръг. През 1976 г. се слива със селата Ново село, Острец и Видима при създаването на град Априлци (на който е квартал).
До 1900 г. населението е броено към Ново село, после е самостоятелна махала, а след 1923 г. е село.